# Antaresia
Antaresia es un género de serpientes de la familia Pythonidae. Sus especies se distribuyen por el Australia y Nueva Guinea.

## Especies
Se reconocen las 4 especies siguientes:
- Antaresia childreni (Gray, 1842)
- Antaresia maculosa (Peters, 1873)
- Antaresia perthensis (Stull, 1932)
- Antaresia stimsoni (Smith, 1985)